# 找到愛
《找到愛》（英語：We Found Love）是一首巴巴多斯歌手蕾哈娜客串蘇格蘭DJ加爾文·哈里斯(Calvin Harris)的歌曲。此歌是來自蕾哈娜的第六張專輯《娜樣說》的，客串的哈里斯同時也是這首歌的寫作人以及監製。這首歌是《娜樣說》的第一個單曲，並於2011年9月22日在英國的廣播電台首播，並於同一日開始可以下載。這首歌是一個舞蹈流行音乐及電子浩室音樂歌曲，且包含了鐵克諾音樂和歐洲流行音樂的元素。背景音樂是由不斷重覆的合成器、響鐘以及鍵盤樂器製成的。
音樂評論家的意見普遍為由一般到正面的。有些評論家欣賞此曲的寫作以及蕾哈娜本人的歌唱技巧，但有些則認為歌詞內容只是不斷重複而乏味，但此歌在商業上卻是一個成功品。在美國，此曲領先告示牌百大熱門榜共十週，成為2011年最長領先時間的單曲，並超過了蕾哈娜本人的紀錄（即2007年的Umbrella）。此曲亦是蕾哈娜第十一個領先告示牌百大熱門榜的單曲，令蕾哈娜成為第三多領先此榜歌曲的女歌手。此曲也領先了愛爾蘭、英國、新西蘭、瑞士等二十五個國家的單曲榜，在澳大利亞、比利時及捷克共和國亦能進入頭五名位置，並在全球共二十九個國家得頭十名的位置。2016年告示牌雜誌遴選「Greatest of All Time Hot 100 Singles」，這首單曲位居第25名。
而這首歌的音樂影片則描述蕾哈娜為一個戀愛中的吸毒者，而她與愛人的關係則急轉直下至暴力及上癮。此影片得到影評家不同的意見，而他們亦注意到此影片與兩年前克里斯·布朗對蕾哈娜的施暴案件有很大的關係。而政治評論家亦質疑此影片墮落的性關係是否有傷風化。在英國和美國的X Factor、第五十四屆葛萊美獎頒獎典禮以及2012年全英音樂獎頒獎典禮這首歌曲都已被表演過。酷玩樂團和杰西卡·埃伦·科尼什都曾經翻唱過此首歌，佛羅·里達和R3HAB都製作了這首歌的混音版。

## 背景
因着蕾哈娜前一張成功的專輯《娜喊》，蕾哈娜曾在推特宣佈她將會在2011年秋天重新出版《娜喊》以及加入新歌。但後來在2011年9月蕾哈娜又在推特宣佈重新出版的計劃已經被取消。在2011年9月19日，蕾哈娜在推特說她在聆聽「那首歌」，而加爾文·哈里斯就回覆說道︰「有時我覺得在大多絕望的地方我們都能找到愛。」顯示出有關"We Found Love"歌詞的概念。在一次電台訪問中，哈里斯解釋有蕾哈娜的粉絲曾傳送信息給他︰「那首歌最好不是垃圾。」哈里斯認為這訊息有點驚嚇性，但他再解釋這也是這首歌的樂趣之一。最後，這首歌終於在英國的電台中首播，並在2011年10月11日在美國的電台開始播放。在2011年9月22日，也就是此歌首播的日子，在iTunes開始下載發售。在一次MTV新聞的訪問中，哈里斯說︰「We Found Love是我曾經做過最美好的事物......明顯地嚴格來說這不是我的歌，而是蕾哈娜的。是她唱這首歌的......與她一起合作是很美妙的事......沒有人會像她做得這麼好。你在美國這裏不能離開這隻歌的。我已經聽了很多次。我聽這首歌可能比我混合這隻歌的時候更多。當然這是一件好事......就因為蕾哈娜這首歌做得好，很多人想對歌做很多東西，當然又是一件好事......這是我享受做的事，實際上，我並沒有做任何事。」

### 藝術封面
We Found Love單曲的藝術封面在2011年9月22日蕾哈娜的官方Facebook專頁發布。娛樂週刊的評論員則認為封面不符合歌曲中的意境，因為封面毫無「絕望」（hopeless）可言。Sugar雜誌則有評論員認為這造型有點奇怪，但蕾哈娜把她的牛仔褲穿得挺好看。Neon Limelight的評論員則認為這造型似是在塑造蕾哈娜為一個「性感的假小子」（sexy tomboy）。

## 榜单
| 榜单 (2011年–2012年)                    | 最高排位 |
| --------------------------------------- | -------- |
| 澳大利亚（澳大利亚唱片业协会單曲榜）    | 1        |
| 奥地利（Ö3四十强单曲榜）                | 1        |
| 比利时佛兰德（Ultratop五十强单曲榜）    | 3        |
| 比利时瓦隆（Ultratop五十强单曲榜）      | 1        |
| 巴西告示牌百强单曲榜                    | 12       |
| 巴西告示牌流行单曲榜                    | 1        |
| 保加利亚单曲榜                          | 1        |
| 加拿大（Canadian Hot 100）              | 1        |
| 哥伦比亚单曲榜                          | 4        |
| 捷克（電台百強單曲榜）                  | 1        |
| 丹麥（Hitlisten单曲榜）                 | 1        |
| 芬兰（芬蘭官方單曲榜）                  | 1        |
| 法国（法國唱片出版業公會單曲榜）        | 1        |
| 德国（德國官方單曲榜）                  | 1        |
| 希腊告示牌单曲榜                        | 1        |
| 匈牙利（四十强电台榜）                  | 1        |
| 愛爾蘭（愛爾蘭唱片音樂協會单曲榜）      | 1        |
| 以色列流媒体单曲榜                      | 1        |
| 意大利（意大利音乐产业联盟单曲榜）      | 3        |
| 日本百强单曲榜                          | 6        |
| 卢森堡告示牌单曲榜                      | 1        |
| 墨西哥单曲榜                            | 8        |
| 荷兰（百强单曲榜）                      | 3        |
| 新西兰（新西兰唱片音乐协会单曲榜）      | 1        |
| 挪威（世道單曲榜）                      | 1        |
| 波兰单曲榜                              | 3        |
| 波兰50强舞曲榜                          | 3        |
| 波兰告示牌单曲榜                        | 1        |
| 苏格兰单曲榜                            | 1        |
| 斯洛伐克（電台百強單曲榜）              | 1        |
| 南非媒体单曲榜                          | 1        |
| 韩国加翁单曲榜                          | 1        |
| 西班牙（西班牙音樂製作協會）            | 1        |
| 瑞典（瑞典最熱榜）                      | 1        |
| 瑞士（瑞士热门音乐榜）                  | 1        |
| 英國（官方榜单公司舞曲榜）              | 1        |
| 英國（官方榜单公司單曲榜）              | 1        |
| 美国（《告示牌》百大單曲榜）            | 1        |
| 美國（《告示牌》Pop Airplay）           | 1        |
| 美國（《告示牌》成人當代單曲榜）        | 14       |
| 美國（《告示牌》Hot R&B/Hip-Hop Songs） | 54       |
| 美國（《告示牌》Dance Club Songs）      | 1        |
| 美國（《告示牌》热门拉丁歌曲）          | 3        |
| 美國（《告示牌》Tropical Airplay）      | 7        |
| 委内瑞拉流行/摇滚单曲榜                 | 1        |

| 榜单 (2011年)                        | 成绩 |
| ------------------------------------ | ---- |
| Australia (ARIA)                     | 12   |
| Austria (Ö3 Austria Top 40)          | 30   |
| Belgium (Ultratop 50 Flanders)       | 24   |
| Belgium (Ultratop 40 Wallonia)       | 39   |
| Canada (Canadian Hot 100)            | 43   |
| Denmark (Tracklisten)                | 8    |
| France (SNEP)                        | 13   |
| Greece (IFPI)                        | 96   |
| Hungary (Rádiós Top 40)              | 87   |
| Ireland (IRMA)                       | 3    |
| Italy (FIMI)                         | 20   |
| Japan (Japan Hot 100)                | 9    |
| Netherlands (Mega Single Top 100)    | 18   |
| New Zealand (RIANZ)                  | 5    |
| Romania (Romanian Top 100)           | 80   |
| Spain (PROMUSICAE)                   | 25   |
| Sweden (Sverigetopplistan)           | 10   |
| Switzerland (Schweizer Hitparade)    | 13   |
| UK Singles (Official Charts Company) | 5    |
| US Billboard Hot 100                 | 69   |

| 榜单 (2012年)                        | 成绩 |
| ------------------------------------ | ---- |
| Australia (ARIA)                     | 89   |
| Belgium (Ultratop 50 Flanders)       | 46   |
| Belgium (Ultratop 40 Wallonia)       | 42   |
| Canada (Canadian Hot 100)            | 6    |
| Germany (Media Control Charts)       | 82   |
| Greece (IFPI)                        | 57   |
| Hungary (Rádiós Top 40)              | 20   |
| Netherlands (Mega Single Top 100)    | 84   |
| Poland (ZPAV)                        | 3    |
| Spain (PROMUSICAE)                   | 19   |
| Sweden (Sverigetopplistan)           | 26   |
| UK Singles (Official Charts Company) | 56   |
| US Billboard Hot 100                 | 8    |
| US Adult Contemporary (Billboard)    | 34   |
| US Adult Pop Songs (Billboard)       | 21   |
| US Pop Songs (Billboard)             | 2    |

| 榜单                                     | 成绩 |
| ---------------------------------------- | ---- |
| United Kingdom (Official Charts Company) | 59   |
| US Billboard Hot 100                     | 24   |